# 싱싱한 아침세상
싱싱한 아침세상은 MBC 표준FM(수도권 FM 95.9MHz, AM 900kHz)에서 1996년 4월 29일부터 1998년까지 매일 오전 6시 5분부터 8시까지 방송한 라디오 프로그램이다.

## 진행자
- 박무일
- 김나운